# San Francisco de los Romo
San Francisco de los Romo est une municipalité de l'État d'Aguascalientes, au Mexique. Elle couvre une superficie de 139,54 km2 et compte 46 454 habitants en 2015.